# Череми (исторический памятник)
Исторический памятник Череми (груз. ჭერემის ნაქალაქარი) — исторический и археологический памятник в восточной Грузии, находящийся в пределах и окрестностях деревни Череми, относящейся к Гурджаанскому муниципалитету (край Кахетия). Он включает в себя руины церквей, замок с кольцевой стеной и захоронения. Части этих руин соответствуют вымершему городу Череми, известному по раннесредневековым грузинским хроникам, и занесены в список недвижимых памятников культуры национального значения Грузии.

## История
Череми расположен на Чермисцкали, правобережном притоке реки Алазани, на северо-восточных склонах хребта Цив-Гомбори. В эпоху поздней античности эта область служила стратегической границей между Картли (Иберия в классических античных источниках) и Кавказской Албанией. Первое письменное упоминание о Череми встречается в хронике Джуаншера Джуаншериани, составленной около 800 года, которая приписывает Вахтангу I Горгасали, царю Картли конца V века, строительство двух церквей в Череми и цитадели между ними. Сообщается также, что Вахтанг даровал «город Череми» своему старшему сыну Дачи. В поздний период царствования Вахтанга крепость Череми была разрушена в результате нападения персов. После этого Череми никогда больше полностью не восстанавливался, но сохранял свою функцию в качестве места резиденции епископа вплоть до XVIII века. Страдавший от лекианобы, серий грабительских набегов из Дагестана, район Череми был практически обезлюден к 1757 году, когда его епископство было упразднено, а его территория была отнесена к соседним грузинским епархиям Алаверди, Бодбе и Ниноцминда.

## Археология и расположение

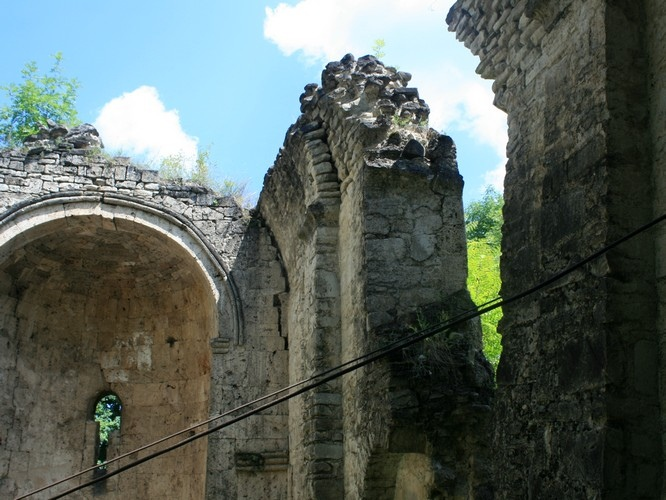
Руины Череми.

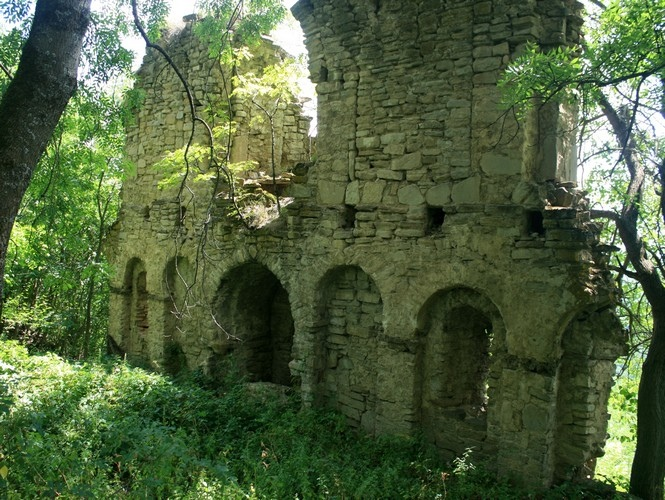
Руины Череми.

Поиски древнего города времён Вахтанга I Горгасали привели к проведению археологической экспедиции в недавно возрождённом селе Череми в 1979 году. В ходе неё были раскопаны слои, датируемые от позднего бронзового века до эпохи Высокого Средневековья, среди которых были обнаружены несколько погребений в виде каменных ящиков, преимущественно групповых, датированных периодом между III и VII веками нашей эры, некоторые из них содержали керамику, ювелирные изделия и римские монеты. На этой территории также была обнаружена зальная церковь IV—V веков, посвящённая Марине Антиохийской.
Руины города эпохи поздней Античности, ассоциированные средневековыми хрониками с Вахтангом I Горгасали, были обнаружены на холме примерно в 5 км к западу от современного села. Остатки старого Череми включают в себя цитадель, занимающую площадь 10 гектаров, с руинами замка, дворца, церквей, кольцевой стены и других сооружений.
Замок Череми располагался на скалистом мысу у западного края холма. Занимающий площадь в 300 м² он состоял из шести комнат, двух коридоров и башни. К востоку от этого здания находился дворец, размерами 30,5 на 15,7 метров. В нём было три зала, каждый с дверным проемом, выходящим на юг. Оба эти здания были построены из больших каменных блоков и покрыты красной черепицей. Дальше на восток стена вела вниз к руслу реки. Южный её сегмент представлял собой двойную стену, включавшую городские ворота, через которые проходила мощёная дорога.
На территории разрушенной крепости Череми располагались две церкви. Стиль одной из них, церкви святой Варвары, ныне восстановленной зальной церкви, датируется концом V века. Она была частью дворцового комплекса. Другая церковь был посвящена Георгию Победоносцу и также известна как Цверодабали по названию небольшого холма, на котором она находится. Эта раннесредневековая церковь, занимающая площадь 10,27 на 3,74 метров и построенная из обработанных блоков песчаника, также является зальной церковью. Она обладает полукруглой апсидой, подковообразной раковинообразной аркой и сильно повреждённым деамбулаторием.
Собор святого Николая, расположенный в центре современной деревни, представляет собой трёхнефную базилику с пятиугольной выступающей апсидой в среднем проходе и полукруглыми апсидами в северном и южном проходах. Он был, вероятно, построен в X или XI веке, на месте старой церкви. На южном фасаде cеверного нефа сохранилась каменная надпись на средневековом грузинском алфавите «асомтаврули» с упоминанием «католикоса Мелхиседека». Рядом с церковью находятся руины квадратного купольного здания, разрушенного коммунистическими антирелигиозными активистами в 1924 году, бывшими остатками старейшей христианской святыни или зороастрийского алтаря. К востоку от деревни, на кладбище, есть церковь святого Давида V или VI веков, представлявшая собой трёхнефную базилику, из которой сохранился только средний неф с подковообразной апсидой.